# 한일장신대학교 축구부
한일장신대학교 축구부는 대한민국 전북특별자치도 완주군에 위치한 대학교 축구부이다. 한일장신대학교에서 운영하는 대학 축구부이며, 2020년에 창단되었다.

## 참고 문헌
- “KFA 통합경기정보 시스템”. 대한축구협회.
- 약속의 땅 통영 제59회 춘계대학축구연맹전 출전 선수 명단

## 같이 보기
- 한일장신대학교